# Daniel Tosh
Daniel Dwight Tosh, född 29 maj 1975 i Boppard i Rheinland-Pfalz i Västtyskland, är en amerikansk ståuppkomiker och TV-programledare. För närvarande leder han programmet Tosh.0 på tevekanalen Comedy Central. Programmet visar hemmavideoklipp som bland annat hämtats från internet.

## Biografi
Daniel Tosh växte upp i Titusville i Florida i USA. Hans far är predikant och han har en bror och två systrar. Han tog studentexamen vid Astronaut High School som fått sitt namn eftersom den ligger i närheten av John F. Kennedy Space Center och fortsatte sedan med universitetssudier på University of Central Florida. På universitetet läste han marknadsföring. Han är bra på att sjunga.
Efter universitetsstudierna började han nästan genast turnera på ståuppkomikklubbar och han flyttade till Los Angeles. Han uppträdde som en av nykomlingarna på Just for Laughs, en ståuppkomedifestival i Montréal i Kanada år 1998. Han slog igenom efter ett uppträdande på Late Show with David Letterman år 2001 och har sedan uppträtt i alla de stora talkshowprogrammen.
Han gjorde sitt första halvtimmesframträdande i Comedy Cenatrals USA:s roligaste standup år 2003 och 2009 började teveserien Tosh.0 visas på samma kanal. Programmet visar klipp från internet som visar folk som skadar sig, hamnar i dråpliga situationer eller gör bort sig.

## Diskografi
- True Stories I Made Up (CD, 2005)
- Daniel Tosh: Completely Serious (DVD, 2007)
- Happy Thoughts (CD/DVD, March 8, 2011)